# Odyssée sous la mer
Pour plus de détails, voir Fiche technique et Distribution.
Odyssée sous la mer (The Neptune Factor) est un film canadien réalisé par Daniel Petrie, sorti en 1973.

## Synopsis
À la suite d'un tremblement de terre, une station sous-marine, le Sealab, se retrouve perdue dans les fonds marins. Un sous-marin ultra-perfectionné est envoyé à sa rescousse, mais rencontrera de multiples dangers.

## Fiche technique
- Titre français : Odyssée sous la mer
- Titre original : The Neptune Factor
- Réalisation : Daniel Petrie
- Scénario : Jack DeWitt
- Musique : Lalo Schifrin
- Photographie : Harry Makin
- Montage : Stan Cole
- Production : Sandy Howard
- Société de production : Conquest of the Deeps Limited and Company, Quadrant Films & Bellevue Pathé (Qué) Ltée
- Société de distribution : 20th Century Fox
- Pays :  Canada
- Langue : Anglais
- Format : Couleur - Mono - 35 mm - 2.35:1
- Genre : Aventures, Drame
- Durée : 98 min
- Dates de sortie :
  -  Canada : 26 juin 1973
  -  États-Unis : 3 août 1973
  -  France : 21 novembre 1973

## Distribution
- Ben Gazzara (VF : Jean-Claude Michel) : le commandant Adrian Blake
- Walter Pidgeon (VF : Jean Martinelli) : le Dr Samuel Andrews
- Ernest Borgnine (VF : Henry Djanik) : Don « Mack » (Mark en VF) MacKay
- Yvette Mimieux (VF : Marion Loran) : le Dr Leah Jansen
- Donnelly Rhodes (VF : Jacques Thébault) : Bob Cousins
- Chris Wiggins (VF : Jean-Louis Maury) : le capitaine Williams
- Michael J. Reynolds (VF : Jean Roche) : le Dr Hal (Ralph en VF) Hamilton
- Mark Walker (VF : Gérard Hernandez) : Dave Moulton, un plongeur
- Leslie Carlson (VF : Daniel Gall) : Brigs, l'opérateur radio du Triton
- Stuart Gillard (VF : Jean-Claude Balard) : Phil Bradley
- Ed McGibbon (VF : William Sabatier) : le Dr Norton Shepherd
- Joan Gregson : Dobson
- David Yorston (VF : Serge Lhorca) : Stephens
- Ken Pogue (VF : Claude d'Yd) : Thomas
- Frank Perry (VF : Marc de Georgi) : le capitaine de l'Onondaga

## Distinction
- En nomination pour le prix du meilleur film de science-fiction de l'année 1975 au Saturn Award du meilleur film de science-fiction[Note 1],[2],[3].

## Production

### Lieux de tournage
Une partie du tournage du film a été réalisé à bord du sous-marin canadien NCSM Onondaga